# Con Leahy
Cornelius "Con" Leahy (né le 27 avril 1876 à Cregane, Charleville, comté de Limerick — mort le 18 novembre 1921) était un athlète irlandais, représentant le Royaume-Uni, et qui a remporté des médailles olympiques en 1906 et en 1908 (médaille d'argent au Saut en hauteur).
Son frère Patrick Leahy remporta également des médailles olympiques en 1900. Avec ce frère, il émigra aux États-Unis en 1909. Il meurt à Manhattan en 1921.

## Palmarès
- 1908 - Jeux olympiques d'été :

 Médaille d'argent en saut en hauteur.